# Boletín de la Comisión de Monumentos Históricos y Artísticos de Navarra

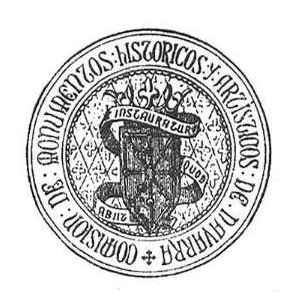
Sello de la CMHAN

El Boletín de la Comisión de Monumentos Históricos y Artísticos de Navarra fue una publicación editada por la Comisión de Monumentos Históricos y Artísticos (CMHAN) en la que colaboraron sus miembros y puede considerarse el precedente más directo a la actual revista Príncipe de Viana. Será un índice de actividades, de puesta al día legislativa y normativa, de vínculo y «es vínculo de relación entre las provinciales; las que lo hacen se intercambian y aún se manda a las que no llegan a tenerlo; así se solidarizan, se animan y se enriquecen mutuamente.»

## Historia
Fue publicado, en cuatro épocas, desde 1895 a 1936, con una periodicidad diversa:
- En 1895 que era mensualmente. A pesar de la entusiasta acogida que parece que tuvo no se vuelve a publicar hasta 1910.[2]
- Entre enero de 1910 y octubre de1926, trimestralmente. Los doce tomos de la segunda época tienen índice de autores, materias y láminas. Como el anterior, mantiene las cuatro secciones: Oficial, Historia, Arte y Variedades.[2]
- Entre enero de 1927 a enero de 1928, anualmente. Muestra otro formato, otra portada.[3]
- Entre enero de 1934 y abril de 1936, trimestral, nuevamente. Se vuelve a los cuadernos anteriores a la tercera época.[4]

En su última etapa reiteró esta comisión su empeño en hacer «abstracción completa de toda política, exclusiva atención al arte y a la historia de Navarra...».
Fueron en este momento su personal constitutivo:
- Presidente, Arturo Campión.
- Vicepresidente, Julio Altadill.
- Secretario, José Zalba.
- Conservador, Victoriano Juaristi.
- Vocales: Onofre Larumbe, Francisco Javier Arraiza, José María Huarte, Serapio Esparza, Jesús Etayo, José Esteban Uranga, y José Ramón Castro Álava.[4]